# Steinkreis von Dunbeacon
 Der Steinkreis von Dunbeacon liegt im Townland Dunbeacon (irisch Dún Béacáin) südwestlich von Durrus und Bantry, nördlich der Dunmanus Bay im County Cork in Irland.

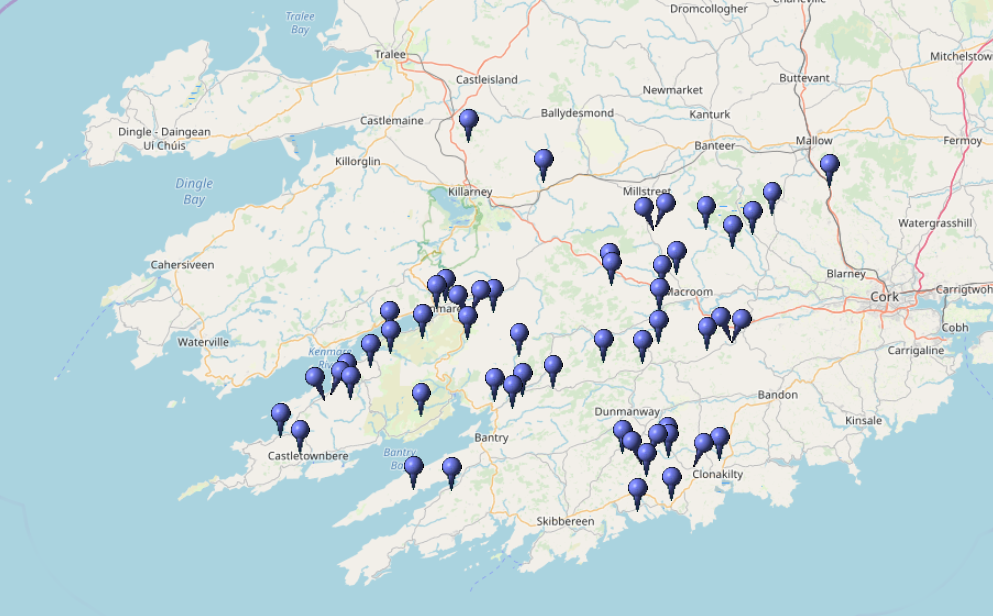
Axiale Steinkreise (ASC)

In der Republik Irland gibt es 187 Steinkreise. Die Mehrheit befindet sich mit 103 Kreisen im County Cork. 20 Kreise liegen im County Kerry und 11 im County Mayo. Der multiple Steinkreis der Cork-Kerry-Serie (nach Seán Ó Nualláin auch Axial Stone Circle – axialer Steinkreis ASC – genannt) besteht aus 11 Steinen – sechs stehen, einige davon schief und fünf sind verstürzt. In der Mitte befindet sich ein plattiger Stein von 1,1 m Höhe, 1,7 m Breite und 0,3 m in der Dicke, der stark nach Süden gelehnt ist. Die Orthostaten des Kreises messen 1,9 m bis 1,6 m in der Höhe, 1,3 m bis 0,8 m in der Breite und sind 0,5 m bis 0,15 m dick. Der Innendurchmesser des Kreises beträgt etwa 8,0 m.
Der Steinkreis ist etwas größer, aber ähnlich dem Steinkreis von Gorteanish, der direkt gegenüber in Ahakista an der Dunmanus Bay liegt. Die etwa 400 Meter entfernte Steinreihe von Coolcoulaghta scheint auf den Kreis ausgerichtet zu sein. Das erhaltene Steinpaar von Coolcoulaghta ist deutlich sichtbar.